# Черпаков Євген Сергійович
Євген Сергійович Черпаков (нар. 29 березня 2000) — український футболіст, півзахисник «Миколаєва», який виступає за «Миколаїв-2».

## Життєпис
Напередодні старту сезону 2020/21 років перейшов до «Миколаєва». Проте через свій юний вік направлений набиратися досвіду в «Миколаїв-2», у футболці якого дебютував 6 вересня 2020 року в програному (1:2) домашньому поєдитнку 1-го туру групи «Б» Другої ліги проти новокаховської «Енергії». Євген вийшов на поле на 46-й хвилині, замінивши Максима Сулу.